# Pleurothallis rostratissima
Pleurothallis rostratissima är en orkidéart som beskrevs av Carlyle August Luer och José Portilla. Pleurothallis rostratissima ingår i släktet Pleurothallis och familjen orkidéer.
Artens utbredningsområde är Ecuador. Inga underarter finns listade i Catalogue of Life.